# تسوبتسو
تسوبتسو (به لاتین: Tsubetsu, Hokkaido) یک منطقهٔ مسکونی در ژاپن است که در Okhotsk Subprefecture واقع شده‌است. تسوبتسو ۶٬۱۰۲ نفر جمعیت دارد.